# Intermediate Data Format
Das Intermediate Data Format (IDF) for Mechanical Data Exchange Specification for the Design and Analysis of Printed Wiring Assemblies ist ein 3D-CAD-Datenaustauschformat. Es ist speziell auf den Import und Export von Leiterplattendaten zugeschnitten. So kann der Gehäusekonstrukteur den zur Verfügung stehenden Raum an den Leiterkartendesigner übermitteln. Der Leiterkartendesigner kann die IDF-Daten dem Gehäusekonstrukteur übermitteln, der damit kontrollieren kann, ob die Leiterkarte und deren Bauteile mit dem Gehäuse kollidieren.
Das Intermediate Data Format besteht aus zwei Dateien: *.emn und *.emp. Seit Version 3.0 gibt es die optionale Panel File.

## Inhalt der *.emn-Datei
- Leiterkartenabmessungen (PCB-Outline)
- Position und Orientierung der Bauteile
- Position von Befestigungslöchern und Ausfräsungen
- Position von Durchkontaktierungen (Vias)
- Sperrflächen für Bauteile und Durchkontaktierungen
- Notizen

## Inhalt der *.emp-Datei
- Abmessungen der Bauteile
- Höhe der Bauteile